# Noemi Lung
Noemi Lung Zaharia, née le 16 mai 1968 à Baia Mare, est une nageuse roumaine.
Elle est mariée au handballeur roumain Cristian Zaharia.

## Biographie
Aux Jeux olympiques d'été de 1988 à Séoul, Noemi Lung remporte la médaille d'argent à l'issue de la finale du 400 m 4 nages ainsi que la médaille de bronze lors de la finale du 200 m 4 nages. Elle remporte également une médaille de bronze lors des championnats du monde de 1986 et trois médailles lors des championnats d'Europe de 1987.

## Palmarès

### Championnats d'Europe
- Championnats d'Europe 1987 à Schiltigheim (France) :
  -  Médaille d'or du 400 m 4 nages ;
  -  Médaille d'argent du relais 4 × 200 m nage libre ;
  -  Médaille de bronze du 200 m 4 nages.